# 刘易斯·坎特利
刘易斯·C·坎特利（英語：Lewis C. Cantley，1949年2月20日—），美国细胞生物学家、生物化学家，哈佛医学院系统生物学和医学部教授，并在波士顿贝斯·以色列医疗中心癌症研究主任。他的主要贡献是PI-3激酶的酶的发现和研究，对了解癌症和糖尿病十分重要。

## 荣誉
2013年获生命科学突破奖。2015年获盖尔德纳国际奖。